# Пасадіна (Каліфорнія)
Пасаді́на або Пасадена (англ. Pasadena) — місто (англ. city) у США, в окрузі Лос-Анджелес штату Каліфорнія. Населення — 138 699 осіб (2020). Відоме новорічними іграми в американський футбол «Роуз Боул», парадом троянд, місто є домом для багатьох провідних наукових і культурних установ, у тому числі Каліфорнійського технологічного інституту, Міського коледжу Пасадени (PCC), Лабораторії реактивного руху НАСА (JPL), Мистецького центру коледжу дизайну, драматичної академії театру «Пасадіна Плейхауз», Каліфорнійської школи кулінарного мистецтва Пасадени, Музею мистецтв Нортона Саймона і Музею Тихоокеанської Азії. Пасадіна є сьомим за величиною містом в окрузі Лос-Анджелес та основним населеним пунктом і культурним центром долини Сан-Габріел.

## Географія
Пасадіна розташована за координатами 34°9′38″ пн. ш. 118°8′23″ зх. д. / 34.16056° пн. ш. 118.13972° зх. д. (34,160592, −118,139593). За даними Бюро перепису населення США у 2010 році місто мало площу 59,90 км², з яких 59,49 км² — суходіл та 0,41 км² — водойми.

### Клімат
| Клімат : Пасадіна       | Клімат : Пасадіна | Клімат : Пасадіна | Клімат : Пасадіна | Клімат : Пасадіна | Клімат : Пасадіна | Клімат : Пасадіна | Клімат : Пасадіна | Клімат : Пасадіна | Клімат : Пасадіна | Клімат : Пасадіна | Клімат : Пасадіна | Клімат : Пасадіна | Клімат : Пасадіна |
| Показник                | Січ.              | Лют.              | Бер.              | Квіт.             | Трав.             | Черв.             | Лип.              | Серп.             | Вер.              | Жовт.             | Лист.             | Груд.             | Рік               |
| Абсолютний максимум, °C | 33,9              | 33,3              | 36,7              | 40,6              | 40,0              | 45,0              | 45,0              | 41,7              | 43,9              | 42,2              | 38,3              | 33,9              | 45,0              |
| Середній максимум, °C   | 20,1              | 20,9              | 22,4              | 24,4              | 26,2              | 28,7              | 31,9              | 32,8              | 31,8              | 27,9              | 23,3              | 19,5              | 25,8              |
| Середня температура, °C | 14,3              | 15,1              | 16,3              | 18,1              | 19,9              | 22,2              | 24,9              | 25,6              | 24,6              | 21,2              | 17,1              | 13,9              | 19,4              |
| Середній мінімум, °C    | 8,7               | 9,2               | 10,2              | 11,6              | 13,7              | 15,7              | 17,9              | 18,3              | 17,4              | 14,4              | 10,8              | 8,3               | 13,0              |
| Абсолютний мінімум, °C  | −6,1              | −3,3              | −1,7              | −0,6              | 0,0               | 5,0               | 7,2               | 6,1               | 5,0               | 2,2               | −3,3              | −3,9              | −6,1              |
| Днів з дощем            | 7,2               | 7,6               | 5,9               | 3,3               | 2,5               | 1,5               | 0,6               | 0,5               | 0,9               | 2,8               | 3,2               | 5,7               | 41,7              |
| ----------------------- | ----------------- | ----------------- | ----------------- | ----------------- | ----------------- | ----------------- | ----------------- | ----------------- | ----------------- | ----------------- | ----------------- | ----------------- | ----------------- |
| Джерело: NOAA           |                   |                   |                   |                   |                   |                   |                   |                   |                   |                   |                   |                   |                   |

## Демографія
Згідно з переписом 2010 року, у місті мешкали 137 122 особи в 55 270 домогосподарствах у складі 30 876 родин. Густота населення становила 2289 осіб/км². Було 59551 помешкання (994/км²).
Расовий склад населення:
| - 55,8 % — білих - 14,3 % — азіатів - 10,7 % — чорних або афроамериканців - 0,6 % — корінних американців - 0,1 % — вихідців з тихоокеанських островів - 13,6 % — осіб інших рас |

До двох чи більше рас належало 4,9 %. Частка іспаномовних становила 33,7 % від усіх жителів.
За віковим діапазоном населення розподілялося таким чином: 19,3 % — особи молодші 18 років, 67,2 % — особи у віці 18—64 років, 13,5 % — особи у віці 65 років та старші. Медіана віку мешканця становила 37,2 року. На 100 осіб жіночої статі у місті припадало 95,1 чоловіків; на 100 жінок у віці від 18 років та старших — 93,5 чоловіків також старших 18 років.
Середній дохід на одне домашнє господарство становив 105 406 доларів США (медіана — 72 402), а середній дохід на одну сім'ю — 128 001 долар (медіана — 90 405). Медіана доходів становила 60 616 доларів для чоловіків та 52 233 долари для жінок. За межею бідності перебувало 15,3 % осіб, у тому числі 17,7 % дітей у віці до 18 років та 14,2 % осіб у віці 65 років та старших.
Цивільне працевлаштоване населення становило 72 490 осіб. Основні галузі зайнятості: освіта, охорона здоров'я та соціальна допомога — 26,9 %, науковці, спеціалісти, менеджери — 17,2 %, мистецтво, розваги та відпочинок — 10,4 %, роздрібна торгівля — 8,2 %.

## Міста-побратими
- Вірменія — Ванадзор (вірм. Վանաձոր)
- Німеччина — Людвігсгафен-на-Рейні (нім. Ludwigshafen am Rhein)
- Японія — Місіма (Префектура Сідзуока) (яп. 三島市)
- КНР — Округ Січженгцу, (кит. трад. 西城区, спр. 西成區, піньїнь Xīchéng Qū), Пекін
- Марокко — Танжер (фр. Tanger, араб. طنجة)
- Фінляндія — Ярвенпяа (фін. Järvenpää, швед. Träskända)

## Відомі уродженці й мешканці
- Річард Фейнман, фізик, лауреат Нобелівської премії з фізики
- Маррі Гелл-Манн, фізик, лауреат Нобелівської премії з фізики
- Едвін Габбл, астроном
- Фріц Цвіккі, астроном
- Джордж Ола, хімік, лауреат Нобелівської премії з хімії
- Лайнус Полінг, хімік і біохімік, лауреат Нобелівській премії з хімії та Нобелівської премії миру
- Вільям Бредфорд Шоклі, фізик, лауреат Нобелівської премії з фізики
- Кевін Костнер, актор
- Роберт Фішер, чемпіон світу з шахів
- Віктор Флемінг (1889—1949) — американський кінорежисер, оператор
- Крістіан Естебан, філіппінський актор
- Софія Буш, американська акторка
- Алсон Кларк, художник-імпресіоніст
- Майкл Шеклефорд, математик і актуарій
- Ольга Таусскі-Тодд, американська математикиня
- Одрі Бітоні, американська порноакторка та модель
- Мімі Волтерс, американська політична діячка
- Джордж Барнс (1892—1953) — американський кінематографіст епохи німого кіно
- Саллі Філд (* 1946) — американська акторка.